# Trefferzahl
Die Trefferzahl m ist ein Bewertungskriterium für die Arbeit von Radargeräten. Sie gibt an, wie viele Echosignale pro Ziel während jeder Antennendrehung oder -schwenkung erzeugt werden. Damit Radaranlagen die Zielinformationen mit ausreichender Genauigkeit auswerten können, sind abhängig vom Arbeitsprinzip der Radaranlage Trefferzahlen von 1 bis 20 notwendig.
{\displaystyle m={\frac {T_{D}}{PRT}}={\frac {\Theta _{AZ}\cdot 60}{360\cdot n\cdot PRT}}}
TD = die Beleuchtungszeit

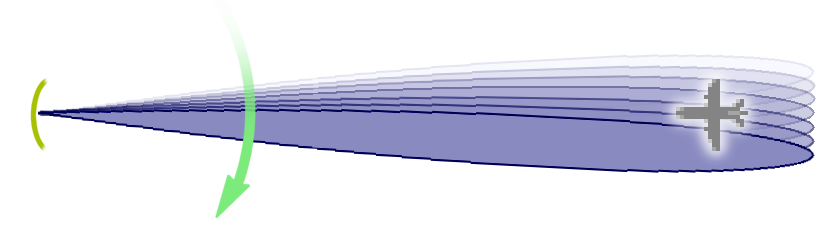
Trefferzahl ist die Anzahl der Sendeimpulse in der Beleuchtungszeit

PRT = Pulsfolgefrequenz (Pulse Repetition Time)
ΘAZ = Halbwertsbreite der Antenne im Seitenwinkel (Azimut)
n = Umdrehungszahl der Antenne pro Minute
60 = Umrechnungsfaktor von Minute zu Sekunde
360 = Grad im Vollkreis
Radargeräte die mit dem Monopulsverfahren arbeiten sind in der Lage, mit nur einem einzigen Sendeimpuls die Koordinaten des Zieles zu bestimmen. Nur unter schwierigen Bedingungen wie starken Störungen durch Festzielechos benötigen diese Radargeräte drei Impulse. Die Trefferzahl dieses Radars beträgt also 1 bis 3.
Klassische Radargeräte mit digitaler Zielverarbeitung benötigen im Sliding-Window-Verfahren meist mindestens acht Treffer, um daraus ein Zielzeichen zu generieren. Noch ältere Radargeräte mit analoger Zielverarbeitung können mit 15 bis 20 Treffern ein gut auswertbares Zielzeichen auf dem Radarschirm darstellen.